# Clamator levaillantii
El críalo listado (Clamator levaillantii) es una especie de ave cuculiforme de la familia Cuculidae nativa del sur de Sáhara.
Se encuentra en hábitats arbustivos. Es un parásito de puesta, ya que utiliza nidos de bulbules y timalíidos. Fue nombrado en honor al explorador, coleccionista y ornitólogo francés François Levaillant.

## Descripción
La especie tiene 37.5 cm (15 pulgadas) de longitud, con una cola más larga que la del críalo blanquinegro (Clamator jacobinus), y una garganta con más franjas. Hay dos clases de coloración. La variedad clara es negro por encima, con ligeros tonos azulados o verdosos. Las franjas de la garganta pueden extenderse a los lados.  Las plumas primarias y retrices son blancas. La variedad oscura es negra excepto por un parche blanco principal y manchas blancas en las plumas externas de la cola (estos están ausentes en el críalo blanquinegro oscuro). Los jóvenes son marrones por arriba, rufo en las coberteras de las alas y extremos de las rectrices, con una frente, cara y partes inferiores bufas, y la garganta más rayada. El llamado es un zumbido grave «kuwu-weer, kuwu-weer...» y un emocionante «ku-wi-wi-wi».

## Comportamiento

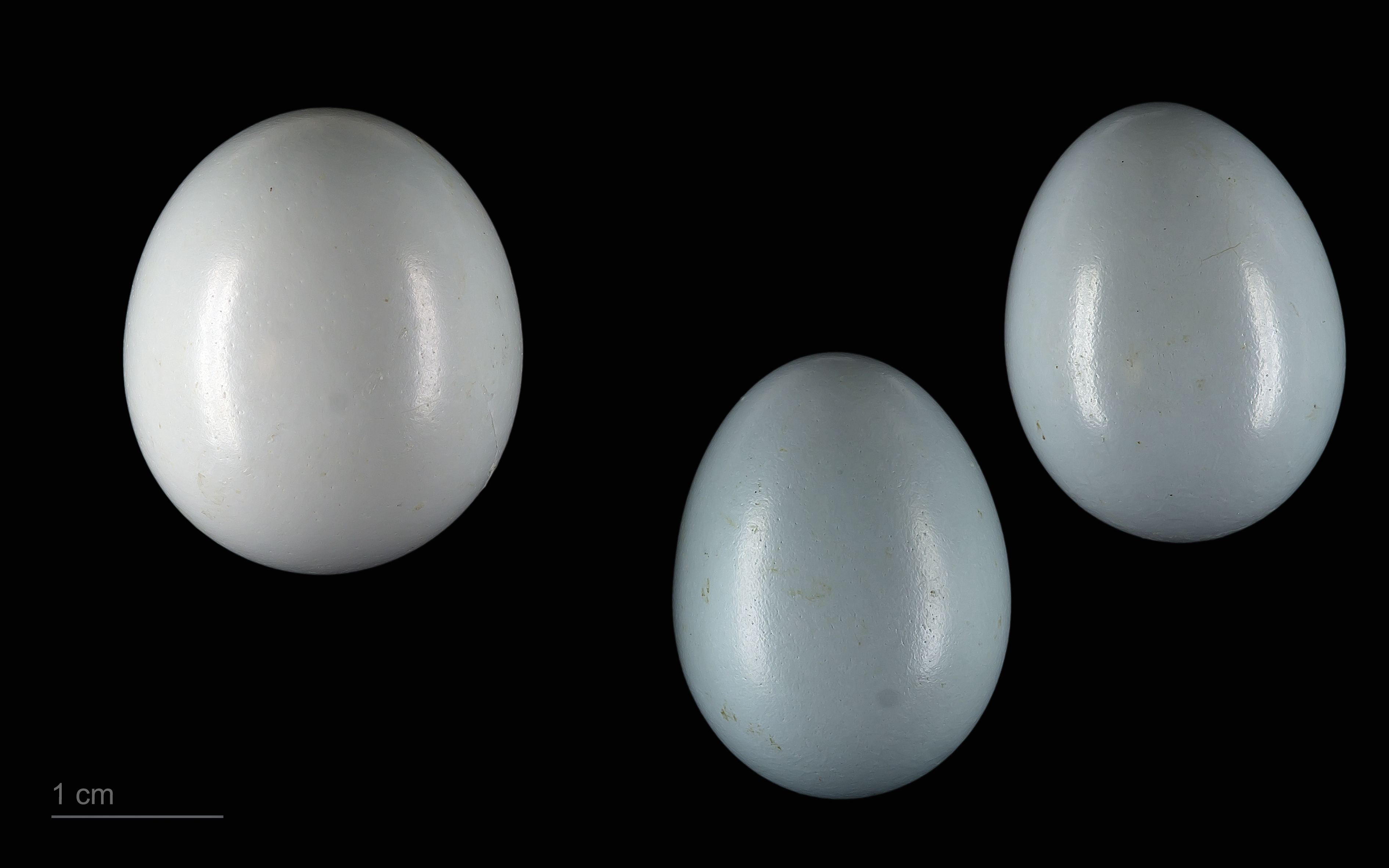
Clamator levaillantii en un nido de Turdoide plebejus - MHNT

Es un parásito de puesta y la hembra pone sus huevos en el nido de otra especie de ave, por lo general el turdoide bicolor (Turdoides bicolor), el turdoide caricalvo (Turdoides gymnogenys), el turdoide de Hartlaub (Turdoides hartlaubii) o el turdoide de Jardine (Turdoides jardineii). Tanto el macho como hembra vuelan con movimientos acrobáticos alrededor del nido para distraer a los pájaros depredados. El macho continúa la distracción mientras la hembra pone los huevos. A diferencia de muchas otras especies de críalo, el polluelo recién eclosionado no se impone sobre los otros huevos y pichones del nido. Deja el nido después de unos diez días y se independiza en cuatro a seis semanas.